# 爱因斯坦综合征
爱因斯坦综合症（英語：Einstein syndrome）指智力超常的儿童说话能力形成明显晚于正常儿童这一现象，是由托马斯·索维尔提出的概念。以物理学家阿尔伯特·爱因斯坦命名，因爱因斯坦具有此行为特征。其他具有此行为特征的名人还有：约翰·克莱夫·沃德、 愛德華·泰勒、斯里尼瓦瑟·拉马努金、朱莉娅·罗宾逊和理查德·费曼。另外还有钢琴家克拉拉·舒曼和阿图尔·鲁宾斯坦。